# Sampar
 (octobre 2018).
 (octobre 2018).
Sampar, pseudonyme de Samuel Parent, est un illustrateur et bédéiste jeunesse québécois né en 1973.
Né à Victoriaville, cet artiste autodidacte a participé à la création de plusieurs centaines d'albums et de romans chez de nombreux éditeurs dont les Savais-tu?, Billy Stuart, Guiby (Éditions Michel Quintin) et Capitaine Static (Québec Amérique).

## Biographie
Sa carrière d’illustrateur débute avec la revue humoristique Safarir. Son personnage d’Émile lui vaut une grande reconnaissance tant au Québec qu’aux États-Unis et en Australie par le biais de la revue Nuts. En 1996, il s’associe à Alain M. Bergeron pour réaliser une série de gags sur le père Noël pour le Journal de Montréal qui, deux ans plus tard, font l’objet d’un album chez Soulières Éditeur. En 2001, le duo s’allie à Michel Quintin pour lancer la collection Savais-tu ?. Coauteur des scénarios, Sampar signe chacune des illustrations de ces documentaires humoristiques servis dans un style BD. En 2007, toujours en association avec Alain M. Bergeron, Sampar donne vie au personnage de Capitaine Static et, 4 ans plus tard, en 2011, le duo conçoit le personnage de Billy Stuart.  
En 2013, Sampar lance sa première BD en solo, Guiby. Son personnage de superbébé, qu’il peaufine depuis des décennies lui vaut d’être finaliste au prix Bédélys jeunesse 2014 et au Prix Joe Shuster 2014.
En plus de 20 ans de collaboration avec Alain M. Bergeron, leurs personnages de Billy Stuart et de Capitaine Static ont été plusieurs fois sélectionnés dans le Palmarès des livres préférés des jeunes de l'organisme Communication-jeunesse,.

## Publications
Au fil des années, Sampar a contribué à illustrer plusieurs centaines de titres, dont plusieurs collections et séries primées. De plus, plusieurs des livres auxquels il a contribué ont été traduits en anglais, en espagnol, en néerlandais, en japonais et en coréen. 

### En solo
- Guiby, Éditions Michel Quintin, 2013 -...

### En collaboration
- Billy Stuart, Éditions Michel Quintin, 2011 -...
- Alexandre, Éditions Michel Quintin, 2009 - 2012
- Capitaine Static, Éditions Québec Amérique, 2007 -...
- Savais-tu, Éditions Michel Quintin, 2001 -...

## Prix et mentions
Depuis ses débuts en tant qu'illustrateur, Sampar a été nommé et récompensé à maintes reprises tant au Québec qu'à l'international.

### 2014
- Guiby 1 – Une odeur de soufre[10]
  - Finaliste Prix Bédélys jeunesse
  - Finaliste Prix Joe Shuster

- Série Billy Stuart
  - Great books awards – Canadian toy testing council

- Savais-tu ? Les Limaces
  - Great books award – Canadian toy testing council
  - Finaliste Prix Hackmatack

### 2013
- Billy Stuart 1 – Les Zintrépides
  - Finaliste Prix du grand public Salon du livre de Montréal / La Presse
  - Finaliste Prix Hackmatack, Le choix des jeunes
  - Lauréat Prix Tamarac - Express

- Savais-tu ? Les Porc-épics
  - Mention spéciale Prix Hackmatack

- Savais-tu ? Les Pieuvres
  - Lauréat Prix littéraire Riverside Sparks
- Alexandre – L'attaque des hommes ailés
  - Finaliste Prix Tamarac - Express

### 2012
- Savais-tu ? Les Corneilles
  - Great books awards – Canadian toy testing council

- Billy Stuart 2 – Dans l’antre du Minotaure
  - Prix Roman jeunesse illustré, Salon du livre de Trois-Rivières

- Capitaine Static – Le Maître des Zions
  - Finaliste Prix Tamarack

- Savais-tu ? Les Marmottes
  - Finaliste Prix Hackmatack, Le choix des jeunes

### 2011
- Ma petite amie
  - Lauréat du prix jeunesse des Libraires du Québec

- L’étrange Miss Flissy
  - Finaliste Prix Joe Shuster

- Ma sœur n’est pas un cadeau
  - Sélection Forest of Reading, Ontario
  - Finaliste Prix Tamarack, Ontario

- Savais-tu ? Les Caméléons
  - Great books award – Canadian toy testing council

- Alexandre – La Grande Course
  - Great books award – Canadian toy testing council

- Savais-tu ? Les Renards
  - Finaliste Prix Hackmatack, Le choix des jeunes

- Savais-tu ? Les Dragons de Komodo
  - Finaliste Prix Hackmatack, Le choix des jeunes

### 2009
- Capitaine Static – L’Imposteur
  - Finaliste Prix Bédélys Jeunesse

- Capitaine Static
  - Lauréat Prix Hackmatack
  - Le choix des jeunes
  - Finaliste Prix Bédélys Jeunesse
  - Finaliste Prix Réal-Fillion du Festival de la bande dessinée francophone de Québec
  - Finaliste Prix du livre jeunesse de la Ville de Montréal
  - Finaliste Prix Tamarack, Le choix des jeunes

### 2008
- Dominic en prison
  - Lauréat Prix illustration Salon du livre de Trois-Rivières

### 2004
- Mon petit pou
  - Finaliste Prix Communication-Jeunesse

- Un gardien averti en vaut trois
  - Finaliste Prix des abonnés des bibliothèques Mauricie et Centre-du-Québec

- Savais-tu ? Les Piranhas
  - Finaliste Prix Hackmatack, Le choix des jeunes

- Savais-tu ? Les Hyènes
  - Finaliste Prix Communication-Jeunesse
  - Finaliste Prix du Gouverneur Général du Canada, pour les illustrations.

### 2003
- Savais-tu ? Les Dinosaures
  - Finaliste Prix Hackmatack, Le choix des jeunes

### 2002
- Savais-tu ? Les Piranhas
  - Sceau d’argent Prix Monsieur Christie;

- Finaliste Prix Hackmatack;
  - Finaliste au Prix Communication-Jeunesse

- Savais-tu ? Les Scorpions
  - Sceau d’argent Prix Monsieur Christie.

- Savais-tu ? Les Vautours
  - Sceau d’argent Prix Monsieur Christie.

- Savais-tu ? Les Rats
  - Sceau d’argent Prix Monsieur Christie

- Savais-tu ? Les Puces
  - Sceau d’argent Prix Monsieur Christie

- Savais-tu ? Les Crocodiles
  - Sceau d’argent Prix Monsieur Christie